# イミダゾピリジン
イミダゾピリジン（英: imidazopyridineは、窒素を含む複素環であり、イミダゾピリジン系の基本骨格でもある。一般的にはGABAA受容体アゴニストであるが、最近ではプロトンポンプ阻害剤、アロマターゼ阻害剤、NSAIDsなど、イミダゾピリジン系の他の薬剤も開発されている。ベンゾジアゼピン系薬剤とは化学的に異なるが、効果は似ている。そのため、GABAAに作用するイミダゾピリジン系、ピラゾロピリミジン系、シクロピロロン系をまとめて 「非ベンゾジアゼピン系」と呼ぶことがある。イミダゾピリジン系には以下のような薬物がある：

イミダゾ[1,2-a]ピリジン - イミダゾピリジン系の一例で、ゾルピデムなど以下に記載されたいくつかの化合物の基本骨格である。

## 鎮静剤
抗不安薬、鎮静薬、催眠薬（GABAA受容体ポジティブアロステリックモジュレーター）。
- イミダゾ[1,2-a]ピリジン
  - アルピデム（商品名：Ananxyl） - 1995年に肝毒性のため全世界で販売中止となった抗不安薬。
  - DS-1 (薬物)（英語版） - ベンゾジアゼピン系や非ベンゾジアゼピン系のGABAA受容体作動薬が標的としないα4β3δサブタイプに選択的に作用するGABAA受容体ポジティブアロステリックモジュレーター[1]。
  - ネコピデム - 抗不安薬。臨床的には使用されていない。
  - サリピデム（英語版） - 鎮静剤、抗不安剤。臨床的には使用されていない。
  - TP-003：GABAA受容体のサブタイプ選択的部分作動薬で、α2、α3、α5のいずれかのサブユニットを持つGABAA受容体複合体に結合するが、α3でのみ有意な効果を示す。
  - ゾルピデム（商品名Ambien、マイスリー）：広く使用されている催眠薬。後発品が広く普及している。
- イミダゾ[4,5-c]ピリジン
  - バマルゾール（英語版） - GABAA受容体拮抗作用を有する抗てんかん薬で、市販されていない[2]。

## 抗精神病薬
- イミダゾ[1,2-a]ピリジン系の抗精神病薬
  - モサプラミン（商品名クレミン） - 日本で使用されている非定型抗精神病薬[3]。

## 消化器薬
消化性潰瘍（PUD）、胃食道逆流症（GERD）、消化管機能改善薬に使用される薬物。
- イミダゾ[1,2-a]ピリジン類
  - CJ-033466（英語版） - 選択的5-HT4セロトニン受容体部分アゴニストとして作用する、消化管運動促進剤（実験用試薬）[4]。
  - ゾリミジン（英語版） - 消化管保護剤[5]
  - リナプラザン（Linaprazan） - カリウムイオン競合型酸遮断剤であり、びらん性食道炎を伴うGERD患者の治療および症状の抑制において、エソメプラゾールと同等の効果を示す[6]。
  - SCH28080 - 典型的なカリウムイオン競合型酸分泌促進剤。動物実験で肝毒性を示し、治験で血清中の肝酵素活性が上昇したため、臨床使用には至っていない[7]。
- イミダゾ[4,5-b]ピリジン。
  - テナトプラゾール（英語版） - 胃のプロトンポンプを阻害し胃酸の分泌を減少させる、PPI。

## 抗炎症剤
NSAIDs、鎮痛剤、抗片頭痛薬など。
- イミダゾ[1,2-a]ピリジン。
  - ミロプロフェン - プロピオン酸の誘導体
- イミダゾ[4,5-b]ピリジン類
  - テルカゲパント（英語版） - カルシトニン遺伝子関連ペプチド受容体拮抗剤で、片頭痛の治療薬として臨床試験が行われていたが、開発中止となった[8]。

## 心臓血管薬
循環器系に作用する薬物
- イミダゾ[1,2-a]ピリジン類
  - オルプリノン（英語版） (loprinone) - 心臓刺激薬[9]。

## 骨
骨の病気を治療するための薬物
- イミダゾ[1,2-a]ピリジン。
  - ミノドロン酸（英語版）（商品名 ボノテオ、リカルボン） - 骨粗鬆症の治療に用いられる第三世代のビスフォスフォネート系薬物[10]。

## 抗悪性腫瘍剤
抗悪性腫瘍剤
- イミダゾ[1,5-a]ピリジン類
  - ファドロゾール（英語版）（商品名アフェマ） - アロマターゼ阻害剤
- イミダゾ[4,5-c]ピリジン類
  - 3-デアザネプラノシンA（英語版） - S-アデノシル-L-ホモシステイン合成阻害剤、ヒストンメチルトランスフェラーゼEZH2阻害剤。

## 抗ウイルス剤
直接作用型の抗ウイルス剤
- イミダゾ[1,2-a]ピリジン系化合物。
  - Tegobuvir (GS-9190) - C型肝炎ウイルスNS5BのRNA依存性RNAポリメラーゼの thumb II アロステリック部位を標的としたアロステリックな非ヌクレオシド系の阻害剤。